# Songyang
Songyang léase Song-Yáng (en chino simplificado, 松阳县; pinyin, Sōngyáng xiàn) es un condado bajo la administración directa de la ciudad-prefectura de Lishui. Se ubica en la provincia de Zhejiang, este de la República Popular China. Su área es de 1400 km² y su población total para 2010 fue cercana a los 200 mil habitantes.

## Administración
El condado de Songyang se divide en 19 pueblos que se administran en 3 subdistritos, 5 poblados, 10 villas y 1 villa étnica.

## Historia
Fundado en el año 199, es el condado más antiguo de la prefectura de Lishui. El 21 de noviembre de 1958, se abolió el condado de Songyang y la jurisdicción original se fusionó con el condado de Suichang. El 30 de enero de 1982, el condado de Songyang fue restaurado y anexado al área de Lishui.